# Zoran Boškovski
Zoran Boškovski detto Čoko (in macedone Зоран Бошковски "Чоко"?; Skopje, 11 dicembre 1967) è un ex calciatore macedone, di ruolo attaccante.
Fino all'indipendenza della Repubblica di Macedonia (1991, riconosciuta nel 1993), quindi per 13 anni, Boškovski fu un calciatore jugoslavo.

## Palmarès

### Club

#### Competizioni nazionali
- Republic League: 1

Teteks: 1984-1985
- Prva Liga (Macedonia): 1

Sileks Kratovo: 1995-1996

### Individuale
- Capocannoniere della Prva Liga: 2

1993-1994 (21 reti), 1995-1996 (20 reti)